# 日本における指名手配

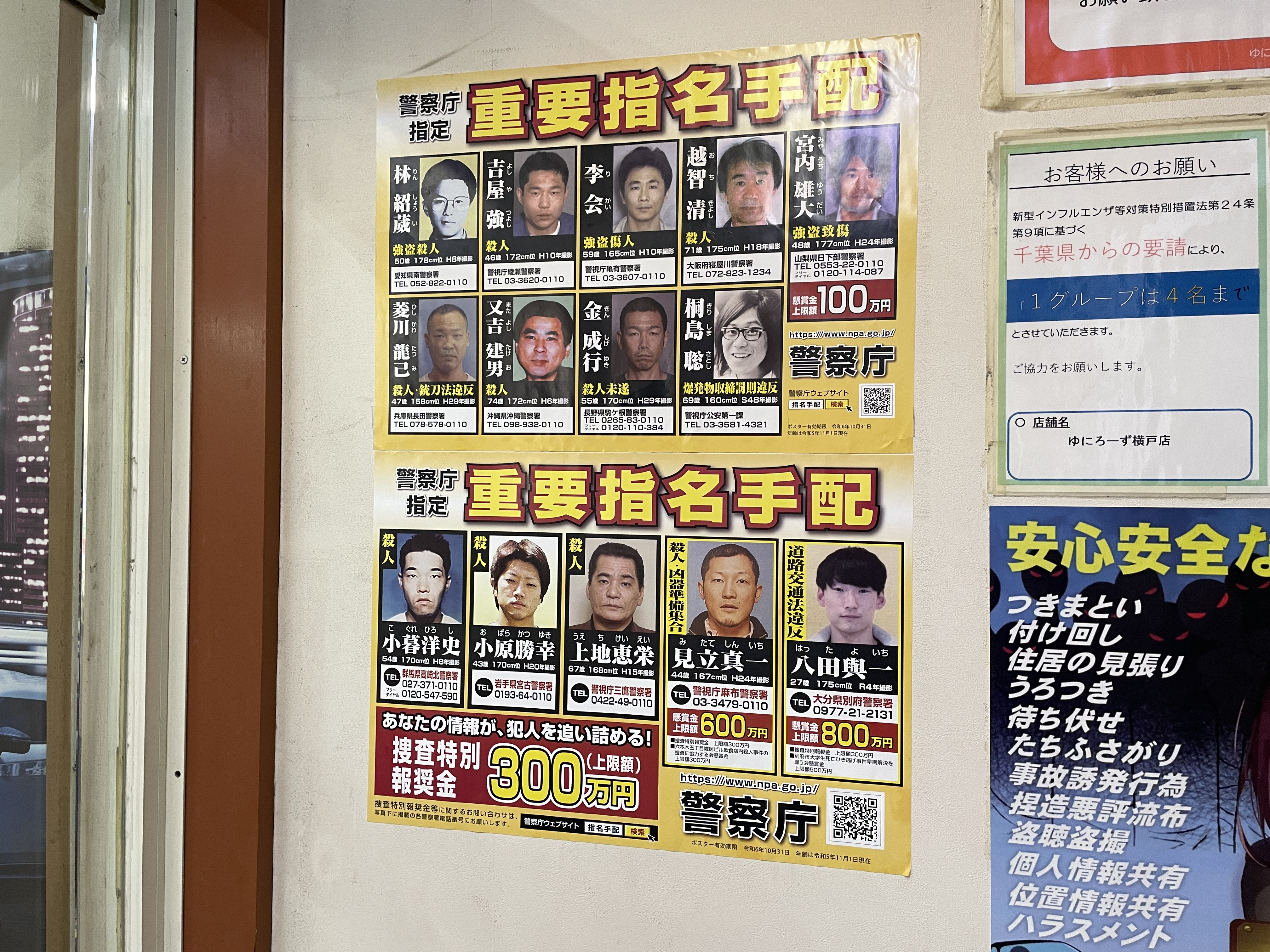
主な重要指名手配（2024年1月1日撮影）

日本における指名手配（にほんにおけるしめいてはい）では、日本での指名手配制度について述べる。

## 法的根拠
国家公安委員会が定めた規則である犯罪捜査規範31条以下が規定し、犯罪捜査共助規則7条以下にも同趣の規定がある。犯罪捜査規範及び犯罪捜査共助規則の法的性質は、あくまでも国家公安委員会が定めた警察内部の取り決め（行政規則）に過ぎない。
つまり、一般人に対して何らかの法的効果を有する法律または命令（法規命令）ではない。したがって、「指名手配」により、被疑者の氏名等が、一般人に当然に公表されるという法的効果を持つわけではないという点に留意する必要がある。もっとも、特に重要な事件では、全国の警察本部から交番に至るまでに加えて、公共施設などに被疑者の顔写真や氏名などを配布して、一般人の協力を呼びかける、公開捜査という捜査上の手法をとる場合は少なくない。
一般人への公開捜査について、岩手17歳女性殺害事件の被疑者家族が起こした裁判では「ポスター等で『犯人』と表記することは無罪推定の原則に反する」との裁判例があるが公開捜査そのものについては適法と判断されている。
特定の事件の捜査を担当する警察が、全国の警察（および同一都道府県内の他の警察署）に対して「逮捕状の発せられている被疑者の逮捕を依頼し、逮捕後身柄の引渡しを要求する」ために指名手配書によって行う。つまり、逮捕状が出ているが、逃亡などで被疑者の所在が不明である場合に行うものであり、都道府県警察に手配する。
なお2007年（平成19年）4月1日から、警察庁は懸賞広告制度を設けた（捜査特別報奨金制度）。これまでに9人の指名手配被疑者が報奨金の対象となり、内5人が逮捕または発見されている。
また、Yahoo! JAPANがウェブページの広告上に、無料で指名手配の被疑者の顔写真を掲載した。そうした所、多くの情報提供が来るようになったりと、インターネットを使った指名手配の公開も広がっている。

## 特別手配

### 制度概要
正式には「警察庁指定被疑者特別指名手配」と称す。
「治安に重大な影響を及ぼし、または社会的に著しく危険性の強い凶悪または重要な犯罪の指名手配被疑者であって、その早期逮捕のため、特に全国的地域にわたって強力な組織的捜査を行う必要があると認められる者」に対して行われる。
殺人やテロなどの世間への影響が大きい事件を起こした被疑者が対象となり、特定都道府県だけでなく、日本全国の都道府県警察などを管轄する警察庁がその犯人に対する特別指名手配を取る。対象となる都道府県警察にはその特別指名手配となった人物についての情報提供を行うための担当部署・担当者が設置され、また当該都道府県警察の警察官全員に対しても、その被疑者の手配書が渡される。1972年2月から始まり、当初は刑事関係の５人、公安関係の5人が対象となった。
過去に下表の53人が特別手配され、公訴時効成立3人と指名手配中に死亡していた1人を除き、49人が逮捕された。現在、特別手配中の者はいない。
過去の特別手配の例として連合赤軍事件、スナックママ連続殺人事件、オウム真理教事件、広島刑務所中国人受刑者脱獄事件がある。

### 過去の特別指名手配被疑者一覧
- 下表の内容（特に年齢や被疑罪名）は原則として、特別指名手配指定時点のデータである。指定後に新たに別の事件で逮捕状が出たケースもある。
- 被疑者の氏名について、個別の記事が存在する人物は実名表記、それ以外は「-」と記述する
- 発生日について、連続事件等の場合、あくまで手配容疑の最初と最後の日付を採った。そのため、事件名や事件全体と一致しないケースがある。
- 罪名について、微罪まで正確に把握することが困難なので、報道から判明する限りの表記にとどめた。
- 古い報道ほど、特別指名手配と重要指名手配等を混同したものがまま見受けられるので、注意を要する。

| 特別手配 指定日 | 被疑者              | 発生日                            | 事件                                                                 | 被疑罪名                             | 逮捕日          | 逮捕状況       | 逮捕場所          | 判決                   | 備考 |
| --------------- | ------------------- | --------------------------------- | -------------------------------------------------------------------- | ------------------------------------ | --------------- | -------------- | ----------------- | ---------------------- | --- |
| 1972年 2月1日   | -                   | 1970年 6月4日                     | 板橋団地主婦強盗殺人事件                                             | 婦女暴行、強盗殺人                   | -               | -              | -                 | -                      | 1985年6月4日、公訴時効成立。 |
| 1972年 2月1日   | -                   | 1968年 8月6日 - 1971年 12月13日   | 尼崎内妻の姉夫婦切傷事件、 高松大工刺傷事件                          | 殺人未遂                             | [ 注 2 ]        |                |                   |                        | |
| 1972年 2月1日   | -                   | 1970年 11月18日                   | 大阪暴力団員3人拳銃殺傷事件                                          | 殺人、同未遂                         | [ 注 2 ]        |                |                   |                        | |
| 1972年 2月1日   | -                   | 1970年 3月27日                    | 江南市パチンコ店強盗殺人未遂事件                                     | 強盗殺人未遂                         | 1972年 2月16日  | 市民の通報     | 埼玉県            |                        | |
| 1972年 2月1日   | -                   | 1970年 9月11日                    | 東大阪証券会社員強盗致傷事件                                         | 強盗致傷                             | 1972年 2月16日  | 出頭           | 鹿児島県          |                        | |
| 1972年 2月1日   | 森恒夫              | 1971年 2月22日 - 3月5日           | 赤軍派 千葉・神奈川連続4件金融強盗事件（M作戦）                      | 強盗                                 | 1972年 2月17日  | 警察官が発見   | 群馬県            | 公訴棄却               | 殺人罪等でも起訴。1973年1月1日、一審公判中に自殺。                                                                                               |
| 1972年 2月1日   | 梅内恒夫            | 1969年 10月29日 - 11月4日         | 鉄パイプ爆弾約30本製造                                               | 爆発物取締罰則違反（製造）           | -               | -              | -                 | -                      | 1978年1月10日、共犯者の公判で延長していた公訴時効が成立。                                                                                        |
| 1972年 2月1日   | 永田洋子            | 1969年 11月29日 - 1971年 2月17日  | 京浜安保共闘 川崎弾薬輸送列車襲撃未遂事件、 真岡銃砲店襲撃事件       | 爆発物取締罰則違反、 強盗致傷        | 1972年 2月17日  | 警察官が発見   | 群馬県            | 死刑                   | 爆発物取締罰則違反容疑は不起訴。 殺人罪等で死刑確定。2011年2月5日、病死。                                                                        |
| 1972年 2月1日   | 坂口弘              | 1971年 2月17日                    | 京浜安保共闘 真岡銃砲店襲撃事件                                      | 強盗致傷                             | 1972年 2月28日  | 逃亡中の犯罪   | 長野県            | 死刑                   | 殺人罪等で死刑確定。 |
| 1972年 2月1日   | -                   | 1971年 9月21日頃 - 10月22日頃     | 共産主義者同盟 スポイト式時限爆弾6発製造（警察施設連続爆破事件）     | 爆発物取締罰則違反（製造）           | 1976年 10月13日 | 警察官が発見   | 東京都            | 懲役6年                | |
| 1972年 10月9日  | -                   | 1972年 9月20日                    | 清水少女誘拐殺人事件                                                 | 未成年者誘拐、強姦、殺人             | 1972年 11月6日  | 警察官が発見   | 大阪府            | 無期懲役               | |
| 1972年 10月31日 | 竹本信弘 （滝田修） | 1971年 8月21日                    | 朝霞自衛官殺害事件                                                   | 強盗致死                             | 1982年 8月8日   | 警察官が発見   | 神奈川県          | 懲役5年                | 強盗致死幇助罪適用。未決勾留算入で収監せず。 |
| 1974年 2月15日  | -                   | 1974年 2月7日                     | 上野消火器商一家五人殺し                                             | 強盗殺人                             | 1974年 3月8日   | 知人の通報     | 東京都            | 死刑                   | 1986年5月20日、死刑執行。 |
| 1975年 10月30日 | -                   | 1969年 12月1日 - 1973年 12月23日  | 甲府工員射殺事件、 花札賭博                                          | 殺人、常習賭博                       | 1975年 12月27日 | 市民の通報     | 千葉県            | 懲役12年               | |
| 1975年 12月23日 | -                   | 1975年 10月11日 - 1975年 12月12日 | 熊本刑務所京町拘置支所脱獄事件、 京都府網野町中学生婦女暴行事件      | 単純逃走、婦女暴行                   |                 |                | 兵庫県            |                        | 熊本県での婦女暴行罪で起訴後脱獄。 |
| 1978年 1月11日  | 加藤三郎            | 1977年 10月27日                   | 神社本庁爆破事件                                                     | 爆発物取締罰則違反                   | 1983年 5月16日  | 逮捕者の供述   | 京都府            | 懲役18年               | |
| 1978年 1月11日  | -                   | 1978年 1月1日                     | 板橋アパート爆発物製造・誤爆事件                                     | 爆発物取締罰則違反（製造）           | 1983年 5月16日  | 警察官が発見   | 長野県            | 懲役2年6月             | |
| 1981年 7月8日   | -                   | 1981年 7月6日                     | 神田ビル強盗殺人放火事件                                             | 強盗殺人、放火                       | 1981年 11月10日 | 出頭           | 秋田県            | 死刑                   | 1996年7月11日、死刑執行。 |
| 1981年 11月1日  | -                   | 1981年 4月4日                     | 大宮母娘殺害事件                                                     | 強盗殺人                             | （1996年 10月） | （病院の通報） | （東京都）        | -                      | 1996年10月6日、逃亡中に病死。1997年2月17日、被疑者死亡で書類送検。共犯者は1991年に最高裁で死刑判決が確定、1999年12月17日に東京拘置所で死刑執行。 |
| 1983年 10月1日  | -                   | 1983年 9月17日                    | 伊予銀行西条支店強盗殺人事件                                         | 強盗殺人                             | 1983年 10月17日 | 警察官が発見   | 福岡県            | 無期懲役               | 強盗致死罪適用。 |
| 1983年 12月16日 | 奥崎謙三            | 1983年 12月16日                   | 独立工兵隊第36連隊元中隊長長男銃撃事件                               | 殺人未遂                             | 1983年 12月17日 | 出頭           | 兵庫県            | 懲役12年               | |
| 1985年 4月28日  | -                   | 1984年 9月19日 - 1985年 4月12日   | 中核派 自由民主党本部放火襲撃事件、 羽田・成田両空港ロケット弾事件   | 放火、爆発物取締罰則違反、航空危険罪 | 1987年 1月21日  | 警察官が発見   | 愛知県            | 懲役7年                | 手配容疑は不起訴。手配当時は別件で脱獄中。別件の放火、凶器準備集合等で有罪。                                                                     |
| 1987年 10月31日 | -                   | 1985年 4月12日                    | 中核派 羽田・成田両空港ロケット弾事件                                | 爆発物取締罰則違反、航空危険罪       | -               | -              | -                 | -                      | 2000年4月12日、公訴時効成立。 |
| 1988年 6月2日   | -                   | 1988年 4月18日 - 6月1日           | 徳島・愛知主婦連続強盗殺人事件                                       | 強盗殺人、殺人                       | 1988年 6月3日   | 警察官が発見   | 群馬県            | 死刑                   | 両事件とも強盗殺人罪適用。2008年2月1日、死刑執行。                                                                                               |
| 1988年 10月31日 | -                   | 1986年 5月4日                     | 中核派 迎賓館ロケット弾事件                                          | 爆発物取締罰則違反                   | 1993年 3月30日  | 警察官が発見   | 静岡県            | 懲役12年               | |
| 1988年 10月31日 | -                   | 1988年 5月14日                    | 一和会会長宅前 警察官3人銃撃事件（山一抗争）                         | 殺人未遂                             | 1990年 9月12日  | 警察官が発見   | 大阪府            | 懲役20年               | |
| 1991年 2月6日   | -                   | 1989年 7月12日 - 9月21日          | 土地詐取事件 （警察庁広域重要準指定5号 杉並資産家老女ら殺害事件）    | 有印私文書偽造、詐欺                 | 1995年 6月28日  | 逃亡中の犯罪   | 茨城県            | 死刑                   | 殺人罪等で死刑確定。2008年4月10日、死刑執行。 |
| 1991年 2月6日   | -                   | 1989年 7月12日 - 9月21日          | 土地詐取事件 （警察庁広域重要準指定5号 杉並資産家老女ら殺害事件）    | 有印私文書偽造、詐欺                 | 1995年 6月28日  | 逃亡中の犯罪   | 茨城県            | 懲役5年                | |
| 1991年 9月12日  | -                   | 1986年 7月15日 - 1989年 7月21日   | 警察庁広域重要指定118号 岩手・福島連続誘拐殺人事件                   | 営利誘拐、強盗殺人                   | 1991年 10月31日 | 警察官が発見   | 東京都            | 死刑                   | 2014年6月26日、病死。 |
| 1991年 12月30日 | -                   | 1991年 12月13日 - 12月28日        | 警察庁広域重要指定119号 スナックママ連続殺人事件                     | 強盗殺人（4件）                      | 1992年 1月7日   | 逃亡中の犯罪   | 大阪府            | 死刑                   | 2017年7月13日、死刑執行。 |
| 1994年 1月26日  | -                   | 1993年 10月26日                   | 警察庁広域重要指定120号 大阪愛犬家連続殺人事件                       | 死体遺棄 （住吉区主婦死体遺棄）      | 1994年 1月26日  | 知人の通報     | 大阪府            | 死刑                   | 殺人罪等で死刑確定。 |
| 1994年 11月9日  | -                   | 1994年 2月28日                    | 富士フイルム専務殺害事件                                             | 殺人                                 | 1996年 10月17日 | 警察官が発見   | 京都府            | 懲役10年               | 傷害致死罪適用（実行犯は殺人罪）。 |
| 1995年 3月29日  | -                   | 1995年 2月28日                    | オウム真理教 公証人役場事務長逮捕監禁致死事件                        | 逮捕監禁                             | 1995年 5月18日  | 警察官が発見   | 東京都            | 懲役4年                | |
| 1995年 4月19日  | -                   | 1994年 3月27日                    | オウム真理教 宮崎県資産家拉致事件                                    | 営利略取                             | 1995年 5月13日  | 出頭           | 東京都            | 懲役4年6月             | |
| 1995年 4月19日  | -                   | 1994年 7月28日 - 10月26日         | オウム真理教 山梨元看護師監禁事件                                    | 監禁                                 | 1995年 4月26日  | 警察官が発見   | 山梨県            | 懲役2年 執行猶予4年    | |
| 1995年 4月19日  | -                   | 1994年 7月28日 - 10月26日         | オウム真理教 山梨元看護師監禁事件                                    | 監禁                                 | 1995年 4月26日  | 警察官が発見   | 山梨県            | 懲役1年6月 執行猶予3年 | |
| 1995年 4月27日  | 井上嘉浩            | 1995年 2月28日                    | オウム真理教 公証人役場事務長逮捕監禁致死事件                        | 逮捕監禁                             | 1995年 5月15日  | 警察官が発見   | 東京都            | 死刑                   | 逮捕監禁致死罪適用。殺人罪等で死刑確定。2018年7月6日、死刑執行。                                                                                 |
| 1995年 5月11日  | 北村浩一            | 1995年 3月23日頃 - 4月11日頃      | オウム真理教 特別手配被疑者隠匿 （公証人役場事務長逮捕監禁致死事件） | 犯人蔵匿・隠避                       | 1996年 11月14日 | 逮捕者の供述   | 埼玉県            | 無期懲役               | 殺人罪等で無期懲役確定。 |
| 1995年 5月11日  | 大内早苗            | 1995年 3月20日                    | オウム真理教 名古屋出家信者母親拉致事件                              | 営利略取                             | 1995年 5月12日  | 出頭           | 愛知県            | 懲役2年4月             | |
| 1995年 5月13日  | 中川智正            | 1995年 2月28日                    | オウム真理教 公証人役場事務長逮捕監禁致死事件                        | 逮捕監禁                             | 1995年 5月17日  | 警察官が発見   | 東京都            | 死刑                   | 逮捕監禁致死罪適用。殺人罪等で死刑確定。2018年7月6日、死刑執行。                                                                                 |
| 1995年 5月13日  | 平田悟              | 1995年 2月28日                    | オウム真理教 公証人役場事務長逮捕監禁致死事件                        | 逮捕監禁                             | 1995年 10月19日 | 市民の通報     | 群馬県            | 懲役15年               | 逮捕監禁致死罪適用。殺人罪等でも有罪。 |
| 1995年 5月23日  | 林泰男              | 1995年 3月20日                    | オウム真理教 地下鉄サリン事件                                        | 殺人、同未遂                         | 1996年 12月3日  | 市民の通報     | 沖縄県 （石垣島） | 死刑                   | 2018年7月26日、死刑執行。 |
| 1995年5月23日   | -                   | 1995年 3月20日                    | オウム真理教 地下鉄サリン事件                                        | 殺人、同未遂                         | 1995年 7月20日  | 出頭           | 東京都            | 懲役2年8月             | 手配容疑は不起訴。別件の殺人予備罪、火炎瓶処罰法違反で有罪。                                                                                     |
| 1995年 5月23日  | 端本悟              | 1995年 3月20日                    | オウム真理教 地下鉄サリン事件                                        | 殺人、同未遂                         | 1995年 7月9日   | 警察官が発見   | 埼玉県            | 死刑                   | 手配容疑は不起訴。2018年7月26日、死刑執行。 |
| 1995年 5月23日  | 中村昇              | 1995年 3月20日                    | オウム真理教 地下鉄サリン事件                                        | 殺人、同未遂                         | 1995年 7月9日   | 警察官が発見   | 埼玉県            | 無期懲役               | 手配容疑は不起訴。 |
| 1995年 5月23日  | 菊地直子            | 1995年 3月20日                    | オウム真理教 地下鉄サリン事件                                        | 殺人、同未遂                         | 2012年 6月3日   | 市民の情報提供 | 神奈川県 相模原市 | 無罪                   | 手配容疑は不起訴。別件の東京都庁小包爆弾事件の殺人未遂幇助罪等で起訴されるも、無罪。                                                             |
| 1995年 5月23日  | 高橋克也            | 1995年 3月20日                    | オウム真理教 地下鉄サリン事件                                        | 殺人、同未遂                         | 2012年 6月15日  | 市民の通報     | 東京都 大田区     | 無期懲役               | |
| 1995年 9月15日  | 平田信              | 1995年 2月28日 - 3月1日           | オウム真理教 公証人役場事務長逮捕監禁致死事件                        | 逮捕監禁致死                         | 2012年 1月1日   | 出頭           | 東京都 千代田区   | 懲役9年                | 逮捕監禁罪適用。爆発物取締罰則違反等でも有罪。                                                                                                   |
| 1995年 9月20日  | 富永昌宏            | 1995年 5月16日                    | オウム真理教 東京都庁小包爆弾事件                                    | 爆発物取締罰則違反、 殺人未遂        | 1995年 10月8日  | 出頭           | 埼玉県            | 懲役15年               | |
| 1995年 11月16日 | -                   | 1995年 5月5日                     | オウム真理教 新宿駅青酸ガス事件                                      | 殺人未遂                             | 1996年 11月14日 | 出頭           | 埼玉県            | 懲役4年                | 殺人未遂幇助罪適用。 |
| 1995年 11月16日 | -                   | 1995年 5月5日                     | オウム真理教 新宿駅青酸ガス事件                                      | 殺人未遂                             | 1996年 11月24日 | 出頭           | 埼玉県            | 懲役4年2月             | 殺人未遂幇助罪適用。 |
| 2012年 1月11日  | -                   | 2012年 1月11日                    | 広島刑務所中国人受刑者脱獄事件                                       | 単純逃走                             | 2012年 1月13日  | 警察官が発見   | 広島県            | 懲役2年4月             | 殺人未遂罪等（懲役23年）で服役中脱獄。 |
| 2014年 9月12日  | 田上不美夫          | 1998年 2月18日                    | 北九州元漁協組合長射殺事件                                           | 殺人、 銃砲刀剣類所持等取締法違反    | 2014年 9月13日  | 出頭           | 福岡県            | （未確定）             | 五代目工藤會会長（ナンバー2）。 |

## 少年事件における指名手配と実名公開をめぐる議論
未成年の被疑者に対して指名手配を行った場合には、少年法の趣旨によって、警察が被疑者の氏名や顔写真を一般人に公表することは原則としていない。ただし、凶悪事件で公開しなければ再犯のおそれがある場合など（1968年に発生した警察庁広域重要指定108号事件の永山則夫など）は、実名と写真が公開されている。2003年に少年であっても例外的に公開を認める警察庁の通達が出されているが、現在でも適用例はない（警察庁HP上には、この通達は公開されていない）。少年の刑事事件の実名や顔写真の報道を禁止する少年法61条の規定など、犯罪を行った少年の処遇の妥当性については議論がある。一部の出版社からは、重大な少年犯罪をあえて実名報道する動きもある。少年犯罪の指名手配の例としては、山口女子高専生殺害事件が上げられる。2006年8月28日に同校の女子学生が校内で絞殺死体として発見され、同校に通う19歳の少年が事件の重要参考人として挙げられ、女子学生死亡後に失踪していたことから事件発覚の翌日の8月29日に指名手配となった。この際に上記の規定により実名や顔写真の掲載は伏せられたものの、殺人を行った可能性があるとして指名手配されている人物のため実名や顔写真を公開すべきとの意見が多数マスコミに寄せられ、9月7日には週刊新潮により第2の被害を防ぐとの理由により、実名と顔写真が掲載された。しかし、同日になりこの少年が8月29日に自殺していることがわかり、未成年の指名手配に対する報道に対し実名など公開するべき・するべきではないといった議論が大きくなった。

## 主な指名手配事件
現在日本の警察により指名手配されている事件のみ記載し、指名手配が取り下げられた事件については記載していない。また、全ての指名手配犯が網羅されているわけではない。
2005年以降から、死刑に対する公訴時効が25年に延長された。また2010年4月27日時点で公訴時効が成立していない事件については過去に遡って、人を死亡させた罪であって死刑に当たる罪の公訴時効が廃止となった。ただしそれらの事件についても被疑者が生きていれば100歳となる日付に達した時点で逮捕できなかった場合すでに死亡している可能性が高いとして書類送検し捜査終了となる。
日本では11月1日から11月30日まで「指名手配被疑者捜査強化月間」とされている。
| 事件発生日     | 事件名                                            | 容疑                                  | 備考 |
| -------------- | ------------------------------------------------- | ------------------------------------- | --- |
| 1952年1月21日  | 白鳥事件                                          | 殺人                                  | 国外逃亡中のため公訴時効停止、その後公訴時効廃止。                                                                                  |
| 1972年5月30日  | テルアビブ空港乱射事件                            | 殺人                                  | 国外逃亡中のため公訴時効停止、その後公訴時効廃止                                                                                    |
| 1990年11月23日 | 第6次沖縄抗争の際に発生した警察官射殺事件         | 殺人                                  | 共犯者の公判中に公訴時効停止となりその後公訴時効廃止                                                                                |
| 1992年3月14日  | 旧更級郡上山田町タイ人強盗殺人事件                | 強盗殺人                              | 共犯者の公判中に公訴時効停止となりその後公訴時効廃止。ICPOを通じて国際手配中                                                        |
| 1992年5月30日  | 多摩市パチンコ店強盗殺人事件                      | 強盗殺人                              | ICPOを通じて国際手配中 |
| 1995年6月7日   | 福岡市中央区中国人男性殺人事件                    | 殺人                                  | |
| 1998年1月14日  | 群馬一家3人殺害事件                               | 殺人                                  | |
| 1998年6月19日  | 松戸市松飛台における中国人密航者傷害致死事件      | 傷害致死                              | [ 5 ] |
| 1998年7月6日   | 浦安市富士見4丁目におけるけん銃使用外国人殺人事件 | 殺人                                  | [ 6 ] |
| 1998年12月6日  | 大阪市西区中国人男性殺人事件                      | 殺人                                  | |
| 1999年6月4日   | 足立区暴走族抗争殺人事件                          | 殺人                                  | |
| 1999年10月1日  | 鳴浜町パチンコ店員刺殺事件                        | 強盗殺人                              | |
| 1999年11月26日 | 北九州市小倉北区男性殺人事件                      | 殺人                                  | |
| 1999年11月29日 | 鳥越二丁目ビル内外国人男性殺人・放火事件          | 強盗殺人                              | |
| 2001年8月16日  | 歌舞伎町クラブ強盗殺人事件                        | 強盗殺人                              | |
| 2001年9月19日  | 遊歩道における持凶器殺人事件                      | 殺人                                  | |
| 2003年2月28日  | 田端新町一丁目マンション内女性強盗殺人事件        | 強盗殺人                              | |
| 2003年9月27日  | 横浜市中区長者町中国人殺人事件                    | 殺人                                  | |
| 2003年10月24日 | 下連雀薬局内強盗殺人事件                          | 強盗殺人                              | ICPOを通じて国際手配中 |
| 2004年1月30日  | 茨城女子大生殺害事件                              | 殺人                                  | |
| 2005年1月21日  | 横浜市中区タイ人女性殺人事件                      | 殺人                                  | |
| 2006年3月29日  | 寝屋川市女性バラバラ殺人事件                      | 殺人                                  | |
| 2008年6月14日  | 湖西市大知波における殺人事件                      | 殺人                                  | |
| 2008年7月1日   | 岩手17歳女性殺害事件                              | 殺人                                  | |
| 2009年1月12日  | 山口市赤妻町における女性被害殺人事件              | 殺人                                  | |
| 2009年2月24日  | 東上野二丁目マンション内殺人事件                  | 殺人                                  | |
| 2009年4月28日  | 八王子市母子殺害事件                              | 殺人                                  | |
| 2009年6月      | 横浜港バラバラ殺人事件                            | 強盗殺人・殺人・死体遺棄等            | ICPOを通じて国際手配中 |
| 2010年4月23日  | 京都市伏見区母子殺人事件                          | 殺人                                  | |
| 2012年9月2日   | 六本木クラブ襲撃事件                              | 殺人・凶器準備集合                    | ICPOを通じて国際手配中 |
| 2013年1月16日  | アルジェリア人質事件                              | 人質強要処罰法違反 組織犯罪処罰法違反 | |
| 2017年2月9日   | 神戸市長田区五番町における拳銃発砲殺人事件        | 殺人・銃刀法違反                      | |
| 2021年4月18日  | 東海村船場地内における殺人事件                    | 殺人                                  | |
| 2022年6月29日  | 別府ひき逃げ事件                                  | 道路交通法違反・殺人・殺人未遂        | 2025年6月に殺人及び殺人未遂罪の容疑での逮捕状を取った。道路交通法違反の救護措置義務違反(ひき逃げ)に関しては2029年に時効が成立する。 |